# Муромля
Муромля — река в России, протекает по территории Прионежского района Республики Карелии и Подпорожского района Ленинградской области. Впадает в Верхнесвирское водохранилище на Свири. Длина реки — 16 км, площадь водосборного бассейна — 366 км².
- В 12 км от устья, по левому берегу реки впадает река Сельга
  - Яшозерка
    - Ветлюс
- В 8 км от устья, по правому берегу реки впадает река Яшозерка
- В 5 км от устья, по левому берегу реки впадает река Вилюкса
- В 2 км от устья, по правому берегу реки впадает ручей Ржаной (исток — озеро Ржаное)
  - Яшручей
- Мундукса (левый приток)
- Нила (левый приток)
  - Гозега

## Данные водного реестра
По данным государственного водного реестра России относится к Балтийскому бассейновому округу, водохозяйственный участок реки — Свирь без бассейна Онежского озера, речной подбассейн реки — Свирь (включая реки бассейна Онежского озера). Относится к речному бассейну реки Нева (включая бассейны рек Онежского и Ладожского озера).
Код объекта в государственном водном реестре — 01040100712102000012271.

## Топографическая карта
- Лист карты P-36-107,108 Вознесенье. Масштаб: 1 : 100 000. Состояние местности на 1977 год. Издание 1982 г.